# Tributylphosphine
La tributylphosphine est un composé organophosphoré de formule semi-développée (CH3CH2CH2CH2)3P. C'est un liquide incolore à température ambiante. Elle réagit lentement avec le dioxygène de l'atmosphère, et rapidement avec d'autres oxydants, pour donner l'oxyde de tributylphosphine.

## Préparation
La tributylphosphine est préparée industriellement par l'addition de la phosphine sur le but-1-ène : cette addition procède par un mécanisme radicalaire, et donc la règle de Markovnikov n'est pas suivie.
PH3 + 3CH2=CHCH2CH3 → P(CH2CH2CH2CH3)3
La tributylphosphine peut être préparée au laboratoire en faisant réagir le réactif de Grignard approprié avec le trichlorure de phosphore. Néanmoins, la tributylphosphine étant disponible commercialement à un prix raisonnable, il est rare d'effectuer cette préparation sur de petites quantités.
3 BuMgCl  +  PCl3  →  PBu3  +  3 MgCl2

## Réactions
La tributulphosphine réagit avec le dioxygène pour donner l'oxyde de tributylphosphine :
2 PBu3  +  O2   →   2 OPBu3
La tributylphosphine peut aussi être facilement alkylée. Par exemple le chlorure de benzyle donne le sel de phosphonium correspondant :
PBu3 + PhCH2Cl → [PhCH2PBu3]Cl
La tributylphosphine est particulièrement utilisée comme ligand dans les complexes de métaux de transition, et notamment pour les métaux de transition à faible état d'oxydation. Elle est moins chère et moins sensible à l'air que la triméthylphosphine et les autres trialkylphosphines. Bien que ces complexes soient généralement bien solubles, il est souvent plus difficile de les cristalliser par rapport aux complexes de phosphines plus rigides. De plus, la RMN du proton est moins facilement interprétable et peut masquer les signaux des autres ligands. Comparativement aux autres phosphines tertiaires, la tributylphosphines est plus compacte et plus basique.

## Utilisations
La tributylphosphine est utilisée industriellement comme ligand d'un catalyseur au cobalt pour l'hydroformylation des alcènes. Elle augmente le ratio d'aldéhydes linéaires / aldéhydes ramifiés. Cependant, la tricyclohexylphosphine est bien plus efficace (bien que plus chère), et dans tous les cas les catalyseurs au rhodium sont préférés aux catalyseurs au cobalt.
La tributylphosphine est aussi un précurseur du pesticide chlorure de 2,4-dichlorobenzyltributylphosphonium (Phosfleur).

## Odeur
L'inconvénient principal de l'utilisation de la tributylphosphine au laboratoire est son odeur déplaisante. Elle doit être manipulée sous une hotte et la verrerie qui a été en contact avec elle doit être décontaminée avant d'être sortie de la hotte. La manipulation de grandes quantités de tributylphosphine requiert des précautions spécifiques pour prévenir le relargage de vapeurs dans l’environnement.

## Toxicité
La tributylphosphine est modérément toxique, avec une DL50 de 750 mg·kg-1 (voie orale, rats).